# Krąpiel pierzastodzielna
Krąpiel pierzastodzielna (Tacca leontopetaloides (L.) Kuntze) – gatunek wieloletnich, ziemnopączkowych roślin zielnych z rodziny krąpielowatych (Taccaceae), występujący w Afryce, Azji, Australii i Oceanii, zasiedlający wybrzeża oraz stale lub okresowo wilgotne obszary nizinne, głównie lasy. Komórki tych roślin posiadają 30 chromosomów, tworzących 15 par homologicznych.

## Morfologia
PokrójŚredniej wielkości rośliny zielne.
ŁodygaMasywne, bulwiaste, kuliste lub wydłużone kłącze. Łodyga kwiatonośna tworzy bezlistny głąbik.
LiścieWszystkie liście wyrastają odziomkowo, są duże i ogonkowe.
KwiatyKwiaty obupłciowe, promieniste, górne, 6-pręcikowe, szypułkowe, zebrane w baldachopodobną wierzchotkę, wyrastającą na bezlistnym głąbiku. Kwiatostan wsparty jest podsadkami, tworzącymi pokrywę, i licznymi, nitkowatymi, opadającymi przysadkami. Okwiat pojedynczy, sześciolistkowy. Pręciki położone w 2 okółkach. Nitki pręcików krótkie, płaskie, tworzące łącznie z szerokimi łącznikami pylników rodzaj kapturka nad zgiętymi główkami pręcika. Główki pręcików skierowane do wewnątrz kwiatu, otwierające się przez podłużną szczelinę. Słupek synkarpiczny, zbudowany z 3 owocolistków. Zalążnia jednokomorowa, o ścianach tworzących 6 żeberek.

## Zastosowania
Rośliny spożywcze
Już w starożytności kłącza tej rośliny były ważnym źródłem skrobi, której zawierają nawet do 30%. Gatunek ten był niegdyś podstawową rośliną pokarmową dla mieszkańców Polinezji. Obecnie jest nadal uprawiany jako roślina spożywcza, aczkolwiek w coraz mniejszym stopniu, głównie przez rdzenną ludność Indii, Australii i Oceanii. Gorzkie garbniki zawarte w kłączach usuwane są przez wielokrotne płukanie w świeżej wodzie lub gotowanie. Pozyskiwana skrobia dodawana jest do potraw tak jak mąka ziemniaczana. W handlu mączka ta znana jest jako "krochmal tacca", "arrow-root wschodnioindyjski" oraz "arrow-root tahitański". Na Jawie wyrabia się z niej słone ciasteczka deserowe. W Wietnamie jest często stosowanym dodatkiem do pieczywa. Na Nowej Gwinei sporządza się z tej mączki miękkie placki, pieczone owinięte w liście. Krąpiel pierzastodzielna w rejonie upraw łatwo dziczeje i w efekcie rozprzestrzenia się wokół osad, utrzymuje się także w obrębie porzuconych dawniej pól. Jest przysmakiem swobodnie wypasanej trzody i dlatego zwana bywa zwyczajowo "świńską rzepą". 
Rośliny lecznicze
W ajurwedzie kłącze tej rośliny jest stosowane jako środek ściągający, wiatropędny i przeciwrobaczy w takich schorzeniach jak hemoroidy, hemofilia, choroba wrzodowa, kolka, powiększenie śledziony, wymioty, astma oskrzelowa, zapalenie oskrzeli, słoniowacizna i helmintoza. W badaniach potwierdzono w tym surowcu obecność fitosterolu (beta-sitosterolu), alkoholu cetylowego i taccaliny.